# Perge
Perge (Grieks: Πέργη) was een oude Griekse stad in Pamphylië. De historische resten liggen zo'n 15 kilometer ten oosten van de Turkse stad Antalya. Het was een van de grootste en rijkste steden uit de Oudheid en werd vooral geroemd voor haar tempel van Artemis. De stad bracht meerdere wetenschappers en filosofen voort waaronder Apollonius van Perga.
Perge werd als Parha al genoemd in Hettitische bronnen, die het net buiten het Hettitische vorstendom Tarhuntassa plaatsten in het toenmalige Lukka (Lycië), omdat de rivier waaraan het lag de grens was. Vanaf de 12e eeuw v.C. werd het gebied gekoloniseerd door Grieken. Perge  werd zo'n 1.000 jaar v.C. gesticht op ongeveer 20 kilometer van de kust. Een rivier verbond de stad met de zee, zodat ze als handelscentrum tot bloei kon komen. In 546 v.C. werd de stad ingenomen door de Perzen. Twee eeuwen later verdreef Alexander de Grote de Perzen uit westelijk Anatolië. Onder Romeins bestuur nam de stad verder in belang toe, de meeste gevonden overblijfselen stammen uit deze periode.
Perge werd in de 1e eeuw bezocht door de apostel Paulus. In de 3e eeuw werd de stad een belangrijke christelijke plaats. Gedurende de 6e en 7e eeuw raakte ze in verval en in de 8e eeuw was de stad volledig verlaten.
Perge is, als een van de best bewaarde steden van Pamphylië, een belangrijke historische attractie. 

## Afbeeldingen

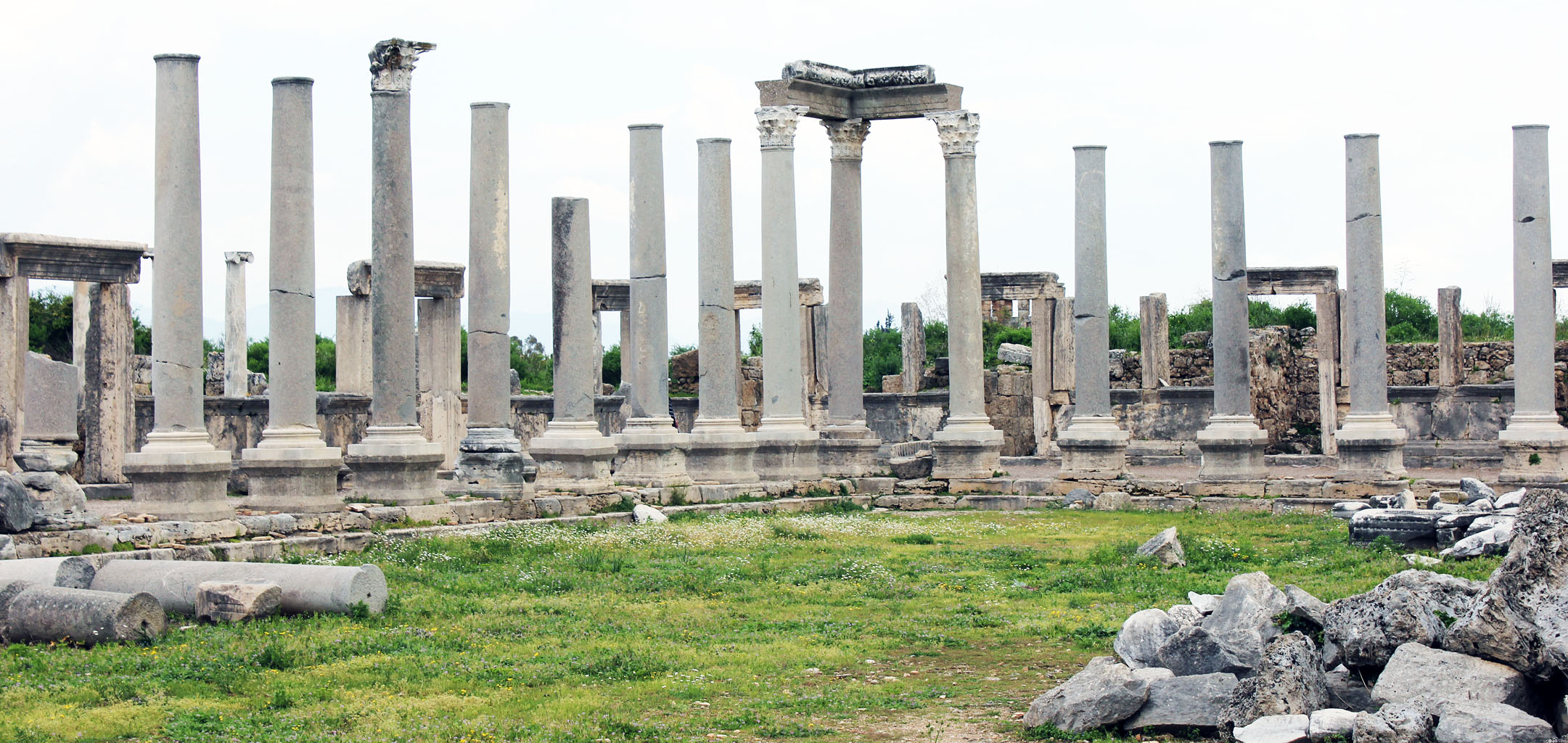
De agora van Perge
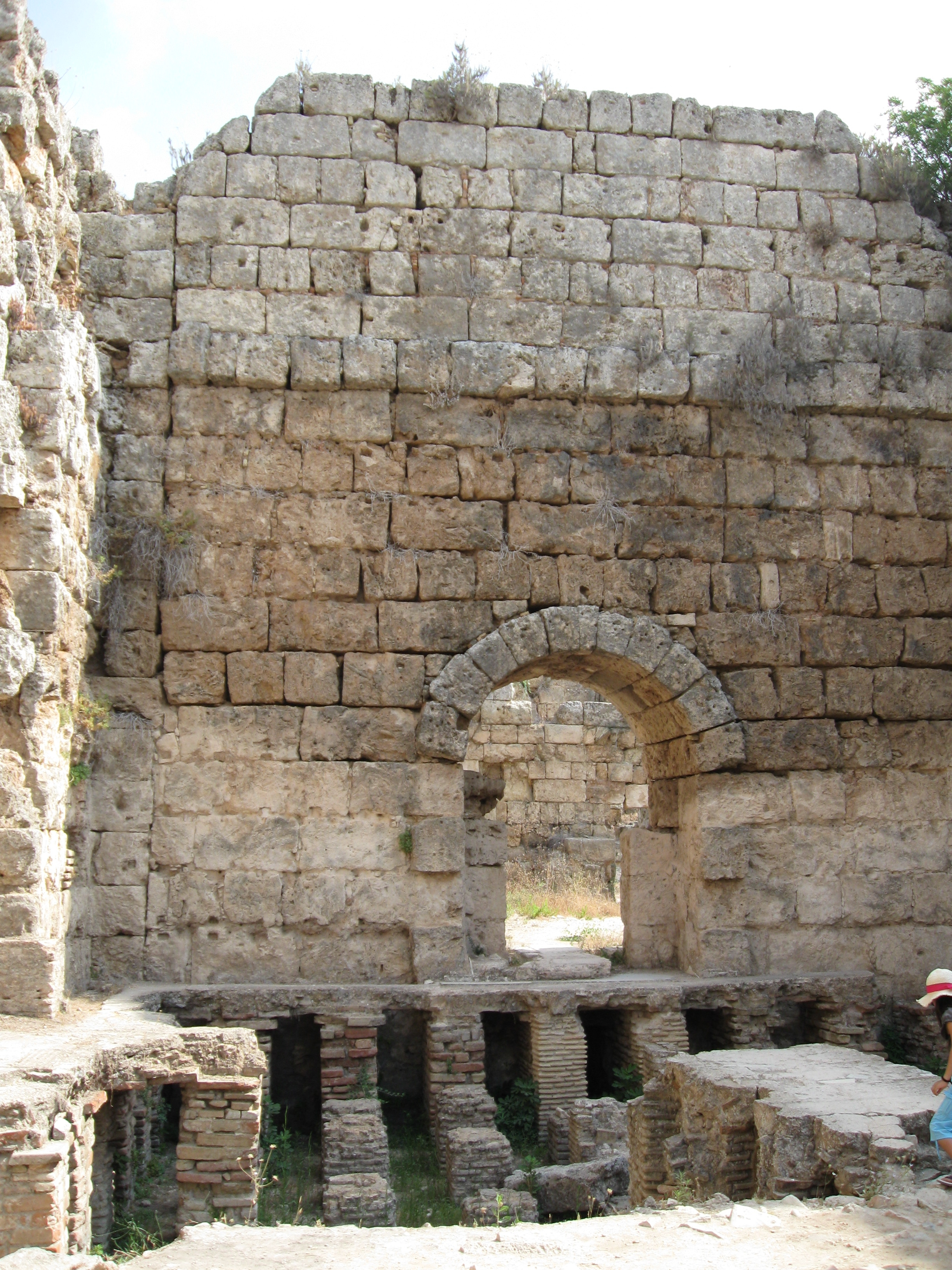
Restanten van een badhuis bij het theater
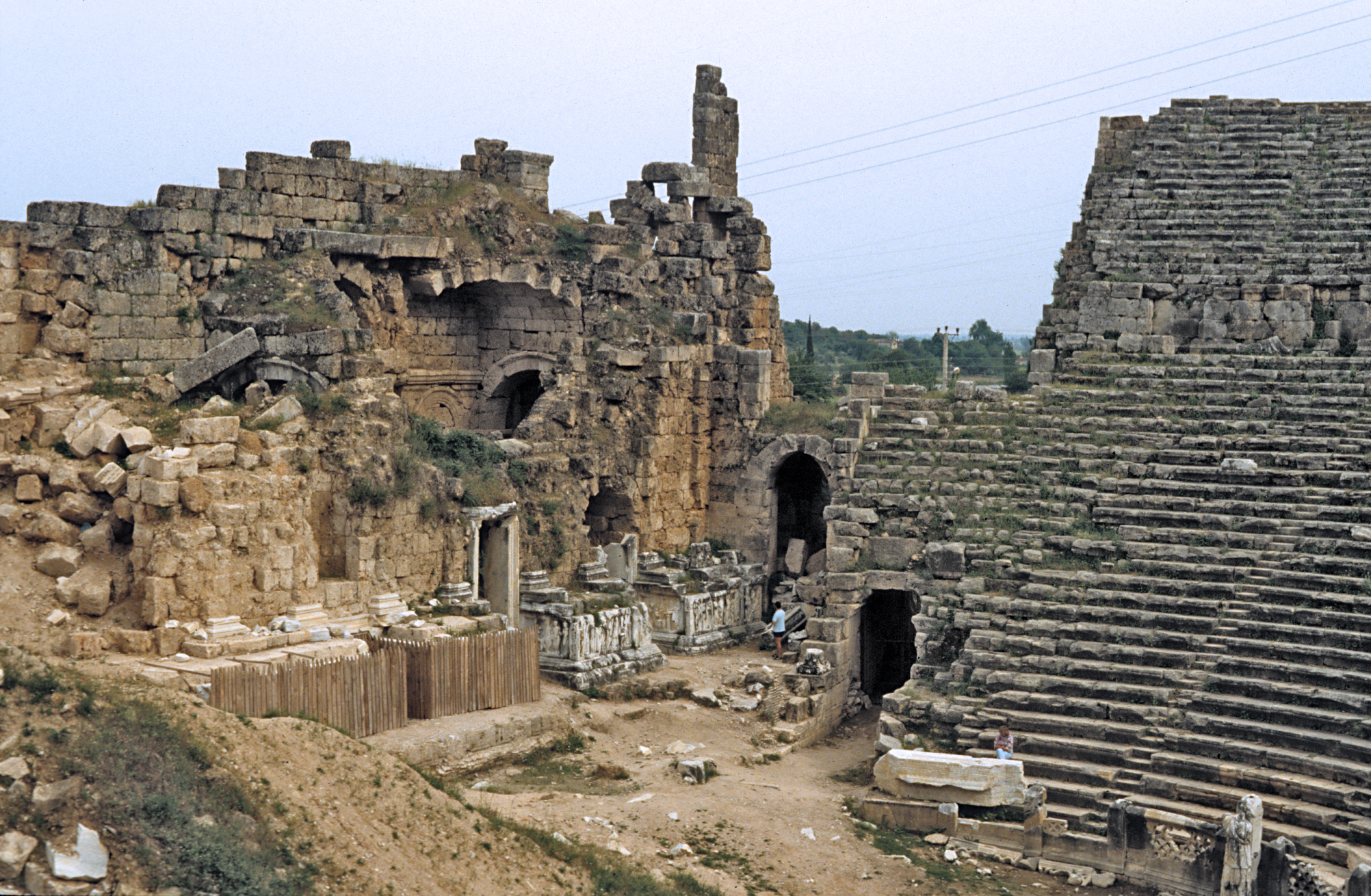
Het Romeins theater van Perge
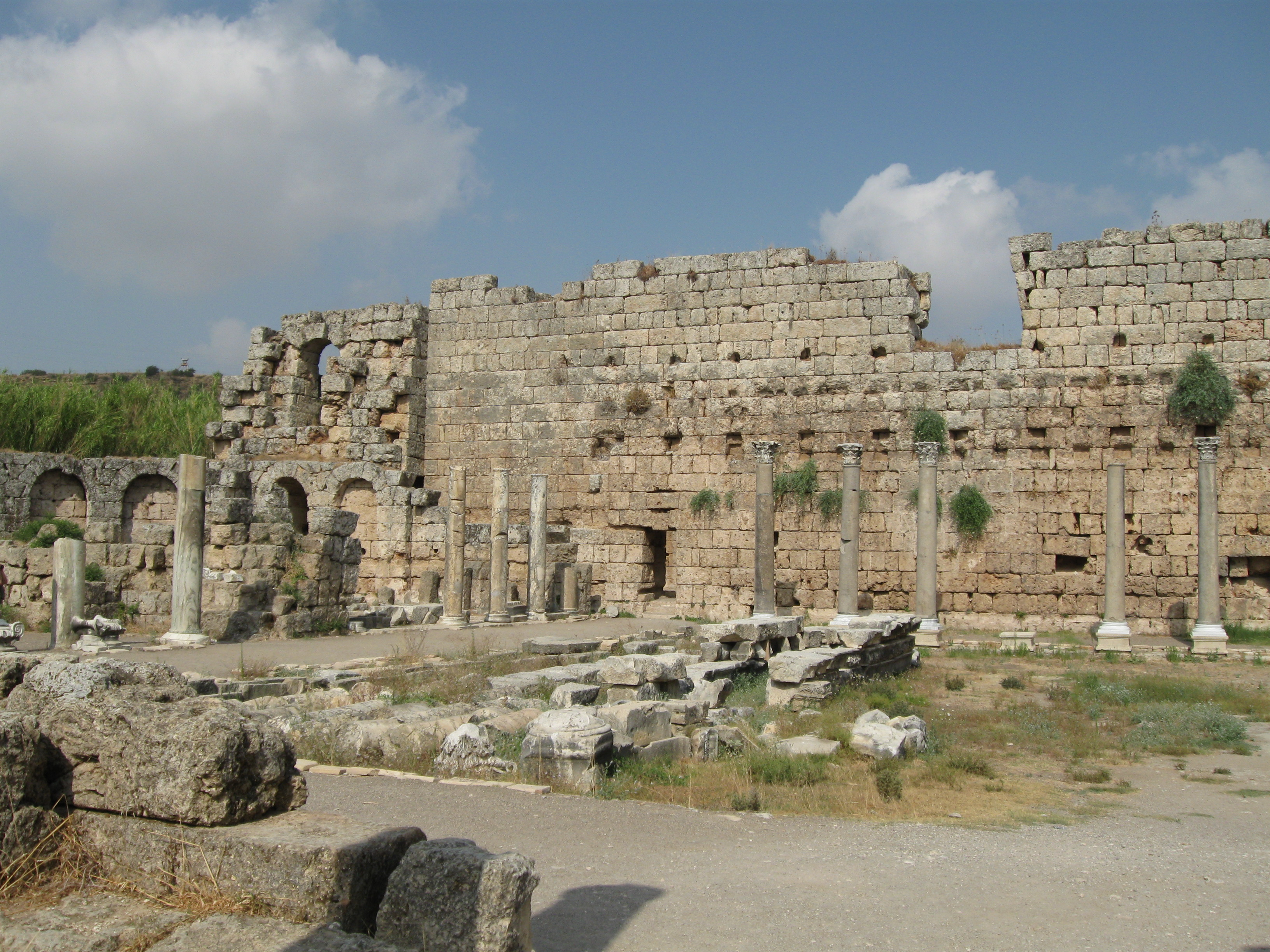
Het theater
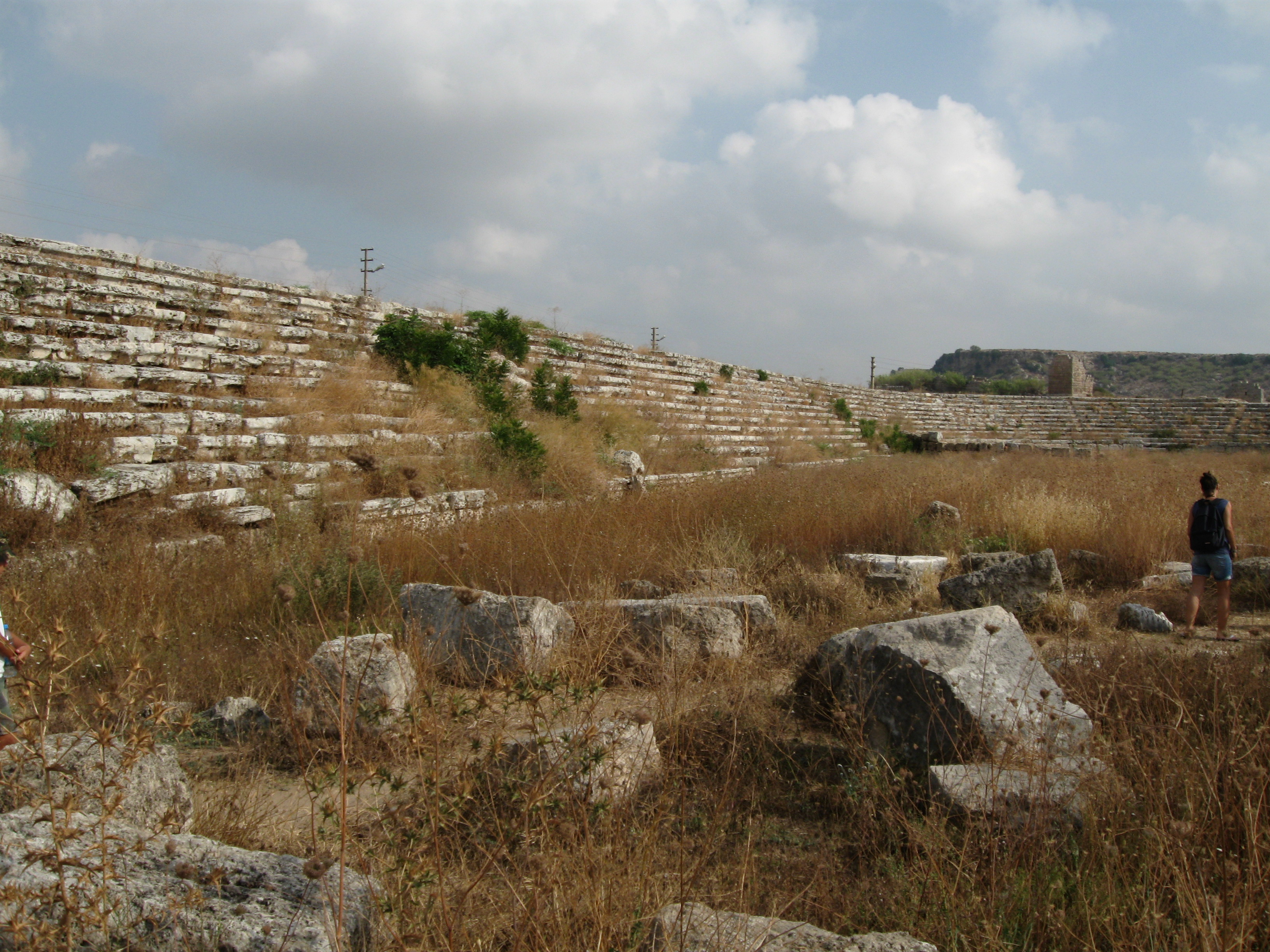
Het stadium
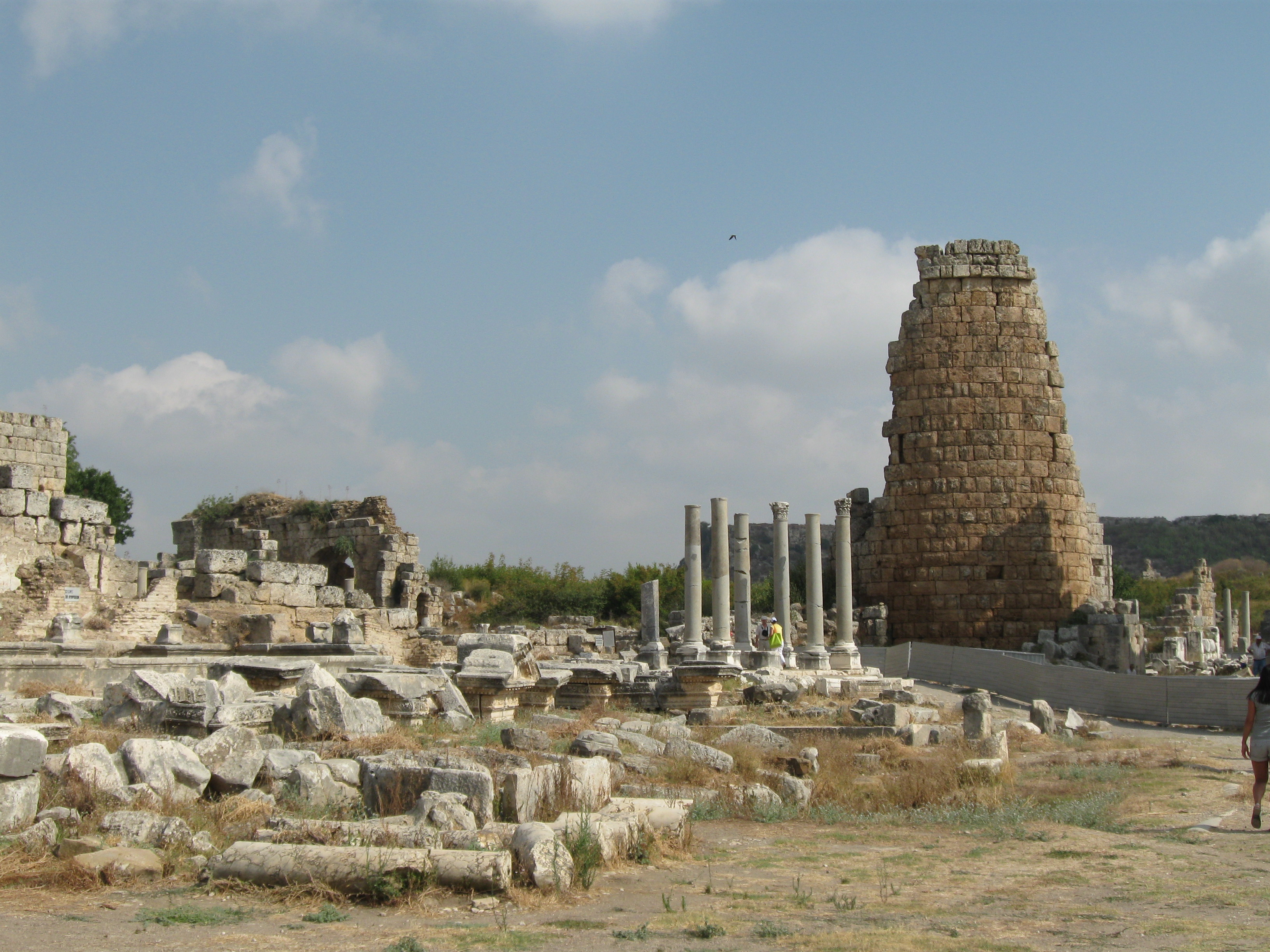
Resten van de Hellenistische stadspoort
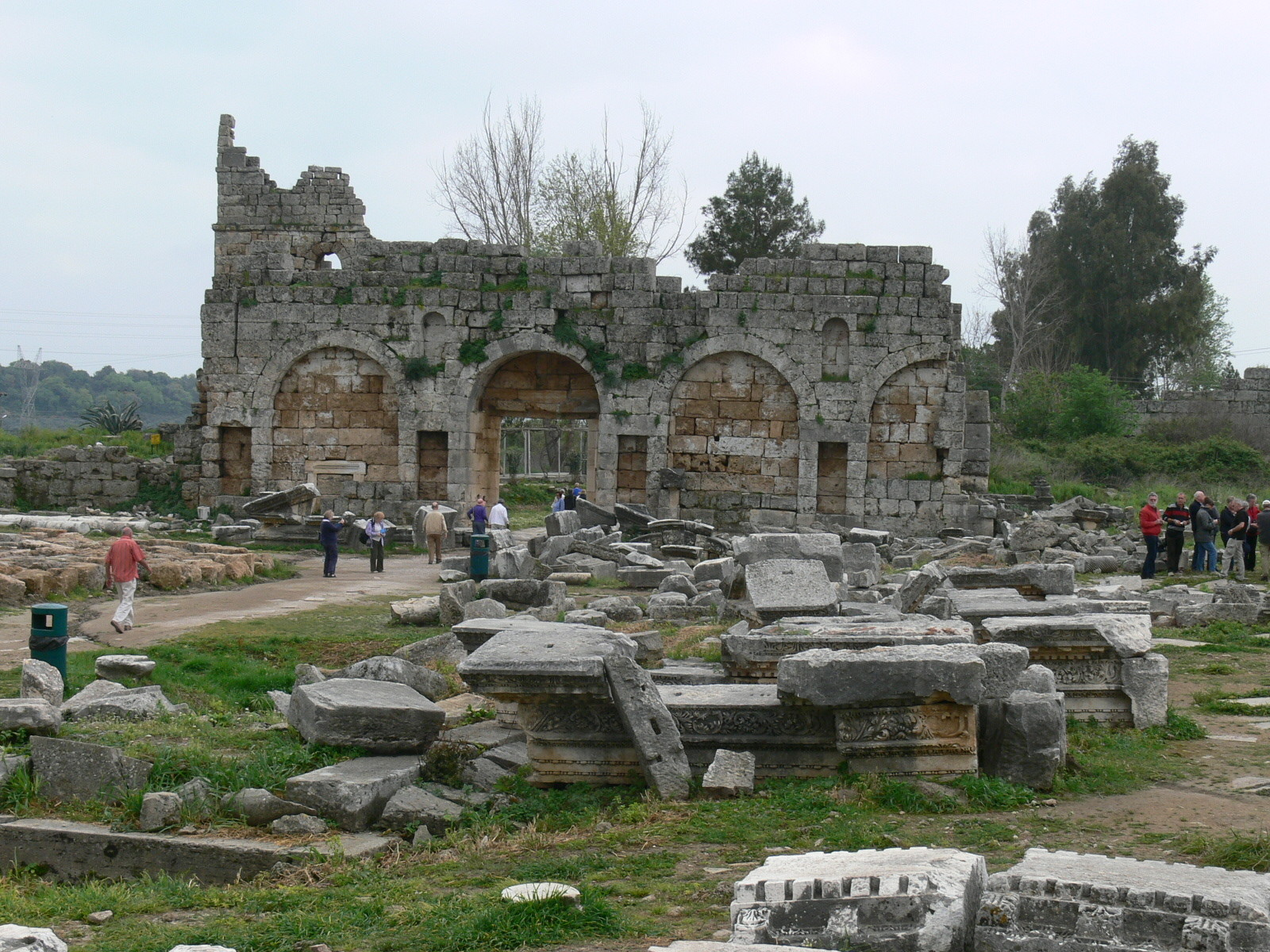
Een Romeinse stadspoort
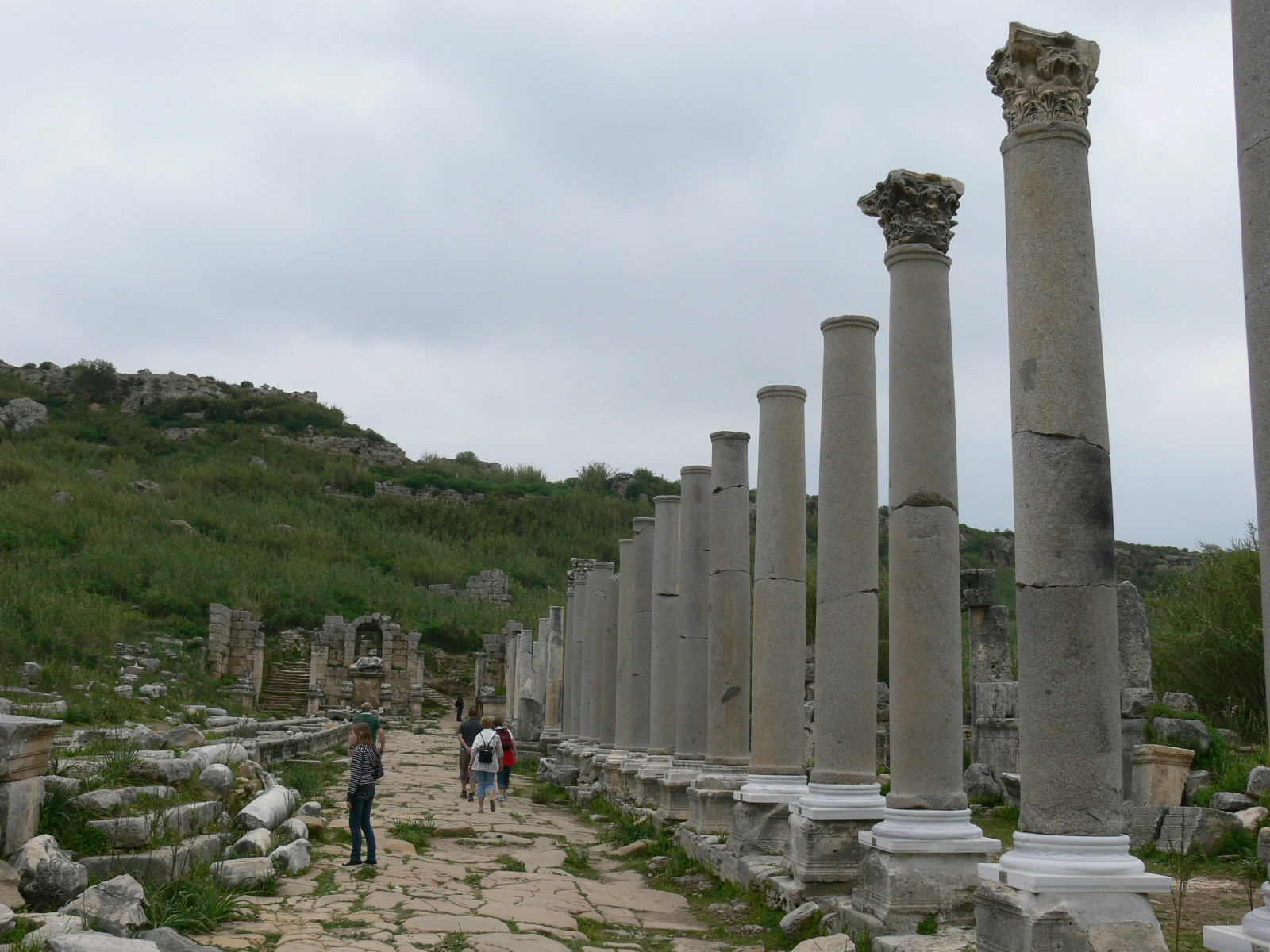
Een straat in Perge
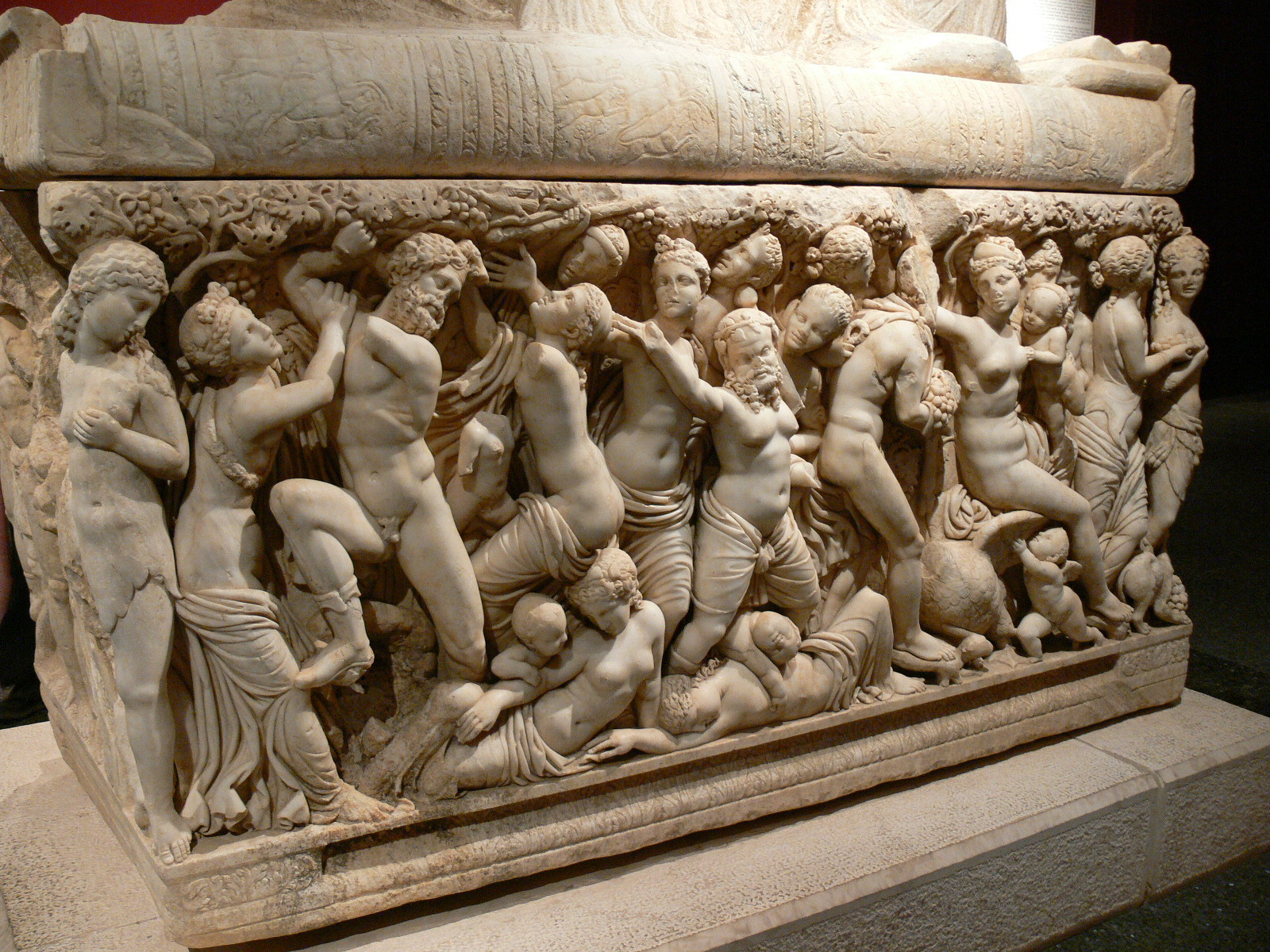
Een sarcofaag uit Perge in het Antalya museum
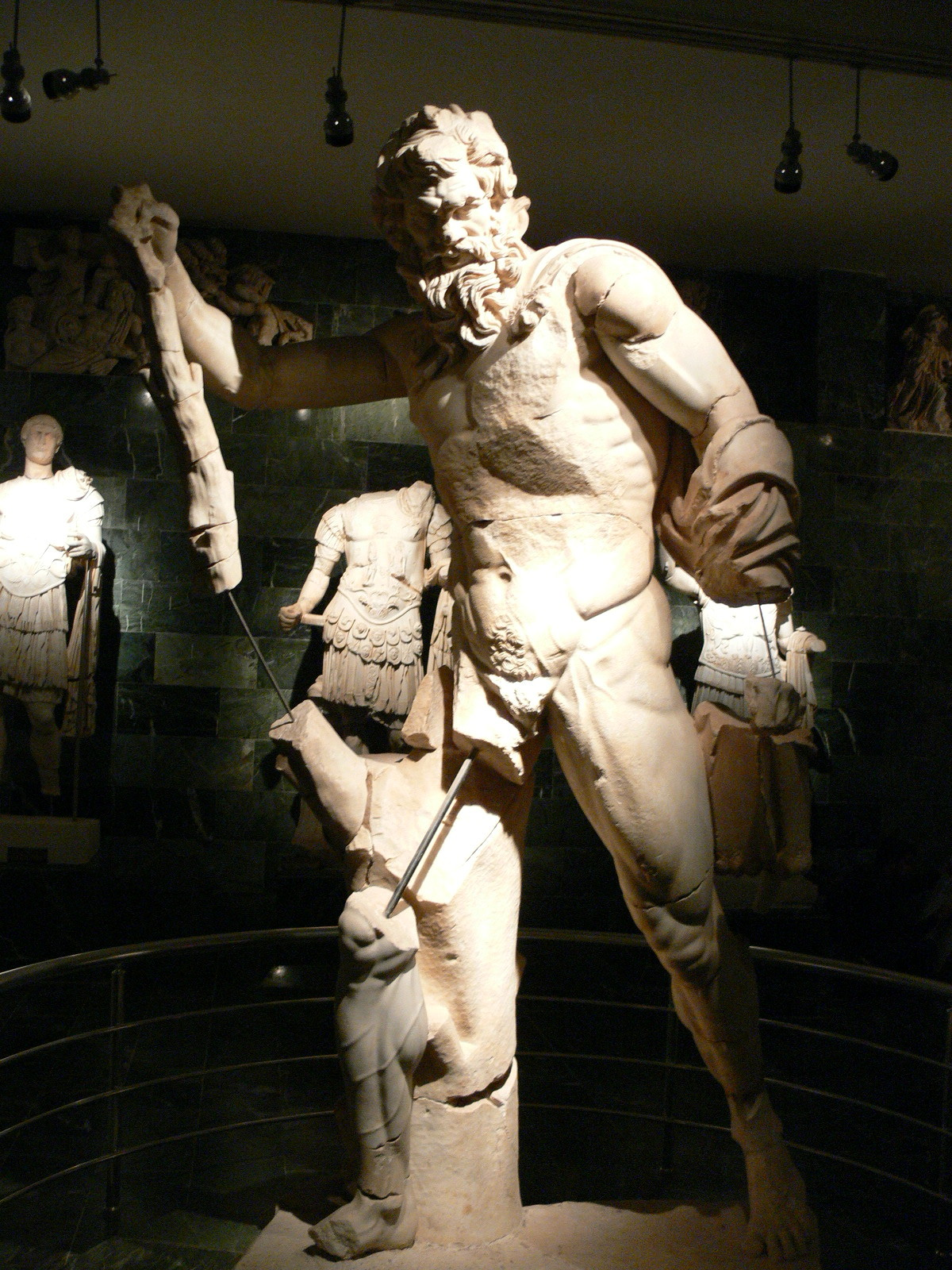
Standbeeld van Marsyas in het Museum van Antalya